# Hardwell
Robbert van de Corput, conegut artísticament com a Hardwell, (Breda, 7 de gener de 1988) és un DJ i productor musical neerlandès orientat a gèneres com el house progressiu i l'electro house. En 2013 la revista DJ Magazine el va considerar el millor discjòquei del món.

## Biografia
Als 10 anys va descobrir la seva afició per la música. Amb només 12 anys va començar la seva carrera com a DJ, i amb 16 ja tenia 4 discos al seu nom. Actualment és reconegut mundialment per la indústria de la música electrònica i és considerat un dels millors djs del món, actuant al Tomorrowland i a l'Ultra Music Festival de Miami, entre altres grans festivals.
El 2006, crea "Eclectic Beatz", una sèrie de compilats en el qual combinava estils variats, que barrejaven sons llatins i electrònics, amb bones vendes, l'any 2010 llança el volum 10. El 2007, va realitzar algunes remescles. La seva remescla junt a R3hab de "Toys Are Nuts" per a Gregor Salto i Chuckie. El remix va ocupar més de 15 setmanes en el lloc #1 de la Dance-Tunes.com. També el seu remix de "You Don't Love Me" per a Sidney Samson & Skitzofrenix va ser un altre dels temes llançats el mateix any.
"Feel so High" al costat del vocalista holandès, I-Fan, ha estat publicat en 10 països, ha tingut suport d'alguns noms de l'escena house i ve acompanyat amb un vídeo. "Guess What", és una coproducció amb Chuckie, va ser un altre dels senzills més exitosos. El seu bootleg realitzat el 2008 ("Show Me Love vs Be") compost per les cançons «Show Me Love» de Robin S. i «Be» realitzat per Steve Angello i Laidback Luke, va tenir bona recepció i aclamat per part dels DJs de l'escena electrònica. A causa d'això Steve Angello, Laidback Luke i la cantant Robin S. decideixen reeditar «Show Me Love» l'any 2009. El 2009, va punxar a l'escenari principal de Dance Valley, el festival més gran d'Holanda on també va ser responsable aquell any del tema "Twilight Zone", a més de fer una remescla de la cançó "Let the Feelings Go" del grup AnnaGrace.
També cal esmentar els remixes que va fer per a alguns dels millors DJs segons DJ Mag Top 100, com Fedde Le Grand, Armin van Buuren, Dimitri Vegas & Like Mike, Bob Sinclar, Chris Lake, Funkerman, Laidback Luke, Sharam, Steve Angello, Booty Luv i Hi Tack. Hardwell també ha assolit bons llocs en les llistes líders d'Holanda, "Dance-Tunes.com" un total de 8 vegades el 2009. També ha mesclat el "Privilege Eivissa Compilation" al costat de Cosmic Gate.
Revealed Recordings és el seu propi segell discogràfic. El punt de partida va ser a l'abril de 2010 amb el senzill "Get Down Girl" al costat de DJ Funkadelic, que va acabar molt amunt en les llistes de música Dance. Un altre dels seus precursors va ser l'EP "Smoke / Voyage".
Un altre dels llançaments de Hardwell per Revealed Recordings, va ser la seva versió del clàssic de Red Carpet, "Alright", el 2010, a més comptant amb el suport a les pistes de DJs com Tiësto, Roger Sánchez, Armand Van Helden, Fedde Le Grand, Chuckie entre d'altres. Va ser un dels seus majors èxits discogràfics fins a aquest moment, va aconseguir mantenir-se en el Top 10 de la llista de Progressive House a Beatport durant més de 6 setmanes.
El 2011, va remesclar "Stars" per Gareth Emery, convertint aquesta cançó del gènere trance, en una explosiva cançó de l'estil progressive. Va ser inclòs en l'àlbum de remescles "Northern Lights Re-Lit" llançat per Gareth Emery, al març del 2011.
Al febrer de 2011 va sortir a la venda en format digital pel segell discogràfic Musical Freedom, el seu tema en col·laboració amb Tiësto anomenat «Zero 76», que al seu torn és el codi d'àrea de la ciutat de Breda, d'on són nadius tots dos productors. Al desembre de 2011 va realitzar un remix (Bella - "Nobody Loves Me"), amb Thierry Lebeque, aquest últim participant amb la producció. El 2012, es va destacar pels senzills "Call Me a Spaceman" i "Apollo", els quals van aconseguir ingressar en les llistes d'èxits dels Països Bajos.
El 2013 va col·laborar amb diversos artistes de l'escena EDM com Laidback Luke, W&W, Blasterjaxx i MAKJ i va llançar el senzill "Dare You" amb les veus de Matthew Koma. Aquest es va convertir en el primer senzill de Hardwell a ingressar en la llista de senzills del Regne Unit arribant a situar-se en el nombre 18.
Al maig de 2014, va aconseguir ingressar per segona ocasió en les llistes del Regne Unit amb el senzill «Everybody Is In The Place» ocupant el número 59.
El gener de 2015 va llançar el seu primer àlbum United We Are. Aquest compta amb 15 cançons de les que es desprenen senzills com «Arcadia», «Young Again» i «Sally»

## Spaceman (El seu major èxit)
Va ser llançat el 23 de gener del 2012 per la seva discogràfica Revealed Recordings. Aquest senzill ha estat el més exitós del DJ Hardwell. Existeixen 5 versions de la cançó: Spaceman, Spaceman (orchestral intro edit), Call Me Spaceman amb la veu de Mitch Crown i Call Me Spaceman (Unplugged) amb la col·laboració de Collin McLoughlin. A més la cançó té remixes d'artistes com Carnage, Headhunterz, Naffz i Drown The Fish, tots llançats per la discogràfica Revealed Recordings.
Aquesta pista té un nombre de vendes que sobrepassen els 3 milions de vendes en diferents descàrregues de pagament.

## I Am Hardwell (Tour i Documental)
I AM Hardwell és el seu primer Tour Internacional, la seva primera presentació va ser el 27 d'abril de 2013 a Amsterdam, Països Baixos. Un Tour que després el va portar a un documental sobre el DJ. El rodatge del documental va iniciar a principis de desembre de 2010, tractant dels seus inicis i la seva actualitat, el documental es va estrenar l'11 novembre del 2013; el seu èxit va ser tant que l'ha portat a ser un dels DJ més cobejats del món.

## Posició en Rànquing Top 100 de la revista DJ Mag
| DJ       | 2011 | 2012 | 2013 | 2014 | 2015 | 2016 | 2017 | 2018 | 2019 |
| -------- | ---- | ---- | ---- | ---- | ---- | ---- | ---- | ---- | ---- |
| Hardwell | 24   | 6    | 1    | 1    | 2    | 3    | 4    | 3    | 12   |

## Discografia

### Àlbums d'Estudi
| Títol         | Dades de l'àlbum                                                                                  |
| ------------- | ------------------------------------------------------------------------------------------------- |
| United We Are | - Llançament: 23 gener 2015 - Discogràfica: Revealed Recordings - Formats: CD, descàrrega digital |

| Título                | Datos del álbum                                                                                            |
| --------------------- | --- |
| United We Are Remixed | - Llançament: 13 de novembre de 2015 - Discogràfica: Revealed Recordings - Formats: CD, descàrrega digital |

### Singles i EP
- 2003: "Play It Around"
- 2004: "Da Floorfiller"
- 2006: "Go Down" (Feat. Lady Bee)
- 2006: "Play That Funk" (Feat. Lady Bee)
- 2006: "Soca Funk EP" (amb Franky Rizardo)
  - Soca Funk
  - Slammin'
  - The Mirror
- 2007: "Never Knew Love" (con Greatski)
- 2007: "There You Go"
- 2007: "Yeh"
- 2007: "Windmill"
- 2007: "Subway"
- 2007: "Guess What " (amb DJ Chuckie)
- 2007: "That Goes Like This " (Feat. Lady Bee)
- 2007: "Let The Attack Begin" (amb Afrojack)
- 2008: "Monday"
- 2008: "Subway"
- 2008: "Crazyfunkystyle 2008" (Vs. The Partysquad)
- 2008: "Enigma"
- 2008: "Vina Loca" (amb Leroy Styles)
- 2008: "Gate 76" (Feat. Sunnery James & Ryan Marciano)
- 2008: "Wake Up" (amb Jeroenski)
- 2008: "Mrkrstft" (amb R3hab)
- 2009: "Red Magic" (vs. R3hab)
- 2009: "Blue Magic" (amb R3hab)
- 2009: "Display / Storage"
- 2009: "Feel So High" (Feat. I-Fan)
- 2009: "Twilight Zone (Dance Valley 2009 Anthem)"
- 2010: "Get Down Girl" (amb Funkadelic)
- 2010: "Alright 2010" (featuring Red Carpet)
- 2010: "Smoke / Voyage"
- 2010: "Molotov"
- 2010: "Labyrinth" (amb R3hab)
- 2010: "Move it 2 the Drum" (con Chuckie i Ambush)
- 2010: "Asteroid" (amb Franky Rizardo)
- 2011: "Encoded"
- 2011: "Zero 76" (amb Tiësto)
- 2011: "The World"
- 2011: "Beta" (amb Nicky Romero)
- 2011: "Cobra"
- 2011: "Munster" (amb JoeySuki)
- 2012: "Spaceman
- 2012: " Kontiki (amb Dannic)
- 2012: "Call me a Spaceman" (amb Mitch Crown)
- 2012: "Three Triangles"
- 2012: "How We Do" (amb Showtek)
- 2012: "Apollo" (amb Amba Shepherd)
- 2013: "Dynamo" (amb Laidback Luke)
- 2013: "Never Say Goodbye" (amb Dyro i Bright Lights)
- 2013: "Three Triangles (Losing My Religion)"
- 2013: "Jumper" (amb W&W)
- 2013: "Countdown" (amb MAKJ)
- 2013: "Dare You" (amb Matthew Koma)
- 2014: "Everybody Is In The Place"
- 2014: "Arcadia" (amb Joey Dale & Luciana)
- 2014: "Written In Reverse" (amb Tiësto i Matthew Koma)
- 2014: "The Dance Floor Is Yours" (amb W&W)
- 2014: "Young Again" (amb Chris Jones)
- 2014: "Don't Stop The Madness" (amb W&W i Fatman Scoop)
- 2015: "Chameleon" (amb Wiwek)
- 2015: "Survivors" (amb Dannic & Haris)
- 2015: "Off The Hook" (amb Armin Van Buuren)
- 2015: "Mad World" (amb Jake Reese)
- 2016: "Blackout"
- 2016: "Hollywood" (amb Afrojack)
- 2016: "Run Wild" (feat. Jake Reese)
- 2016: "Calavera" (amb KURA)

Sense llançament oficial
- "We Got This" (amb W&W) (Revealed Recordings)
- "ID" (amb R3hab) (Revealed Recordings)
- "Musicbox" (amb Martin Garrix) (inclòs a l'album d'estudi de Martin Garrix titulat +x)
- "ID" (amb KSHMR) (Revealed Recordings)
- "ID" (feat. Haris) (Revealed Recordings)
- "ID" (Revealed Recordings)

## Remixes
2003
- The Underdog Project vs. Sunclub – "Summer Jam 2003" (DJ Hardwell Bubbling Mix)
- DHS – "House Of God" (DJ Hardwell Mix)
- Da Klubb Kings – "Two Thumbs Up" (DJ Hardwell Mix)
- Ruthless & Vorwerk – "I Feel Like Dancing" (DJ Hardwell Mix)
- Rmxcrw – "Turn Me On" (DJ Hardwell Mix)
- Camisra – "Let Me Show You" (DJ Hardwell Mix)
- Praise Cats – "Shined On Me" (DJ Hardwell Mix)
- UF – "Remixed" (DJ Hardwell Mix)

2005
- Sandwich – "On The Beach" (Hardwell & Greatski Club Dub)
- Public Flavor – "Let The Beat Hit 'M" (DJ Hardwell Remix)

2006
- Luke Howard – "Hi Life" (DJ Hardwell & Greatski Eclectic Beatz Remix)
- Public Flavor – "C U In My Dreams" (Hardwell & Greatski's Dub Mix)

2007
- Scooter – "Lass Uns Tanzen" (Hardwell & Greatski Late At Night Edit)
- Gregor Salto & Chuckie – "Toys Are Nuts" (Hardwell And Rehab Remix)
- Gregor Salto feat. Andy Sherman – "Erasmus (Drop The Beat)" (Hardwell & R3hab Puerto Remix)
- DJ Debonair Samir – "Samir's Theme" (Hardwell Remix)
- Sidney Samson & Skitzofrenix – "You Don't Love Me (No, No, No)" (Hardwell & R3hab Remix)
- Richard Dinsdale – "Sniffin" (Hardwell & Greatski Sugar Free Remix)

2008
- EliZe – "Hot Stuff" (Hardwell Sunrise Mix)
- Gregor Salto Feat. Helena Mendes – "Más Que Nada" (Hardwell & R3hab Remix)
- Gregor Salto – "Bouncing Harbour" (Hardwell & R3hab Remix)
- Laidback Luke – "Break Down The House" (Hardwell & R3hab Remix)
- Carlos Silva Feat. Nelson Freitas & Q-Plus – "Cré Sabe 2008" (Hardwell Sunset Mix)
- The Partysquad – "Stuk"
- Robbie Taylor & Marc MacRowland – "Black Bamboo"
- Booty Luv – "Dance Dance"
- DJ Chuckie - "Drop Low"

2009
- Steve Angello & Laidback Luke feat. Robin S. - "Show Me Love" (Hardwell Style Remix / Hardwell & Sunrise Remix)
- Patric La Funk – "Restless" (Hardwell & Björn Wolf Remix)
- Funkerman Feat. I-Fan – "Remember"
- Sharam – "Get Wild" (Hardwell & R3hab Remix)
- Sander Van Doorn vs. Marco V - "What Say?"
- Silvio Ecomo & Chuckie - "Moombah" (Hardwell & R3hab Remix)
- Chris Lake Feat. Nastala – "If You Knew" (Hardwell & R3hab Mix)
- Hi_Tack – "I Don't Mind" (Hardwell & R3hab Remix)'
- Fedde Le Grand Feat. Mitch Crown – "Let Me Be Real"
- Bob Sinclar Feat. Steve Edwards – "Peace Song"
- Fedde Le Grand feat. Mitch Crown – "Scared Of Me"
- AnnaGrace - "Let The Feelings Go"
- Mojado Feat Akil - "Too High" (Björn Wolf & Hardwell Remix)
- Armin van Buuren feat. VanVelzen – "Broken Tonight"
- Groovenatics – "Untitled"
- Sylver – "Foreign Affair"

2010
- Tiësto – "Lethal Industry" (Hardwell 2010 Remix)
- Quintino feat. Mitch Crown – "You Can't Deny"
- Rene Amesz – "Coriander" (Hardwell & R3hab Remix)
- JoeySuki – "Dig.It.All"
- Nicky Romero – "Switched" (Hardwell & DJ Funkadelic Remix)
- Haley – "Physical"
- Clokx – "Catch Your Fall"
- Franky Rizardo – "Afrika" (Hardwell Revealed Remix)
- Dwight Brown – "El Saxo" (Hardwell's Ibiza Remix)
- Gregor Salto feat. Chappell – "Your Friend"
- Nadia Ali – "At The End"
- George F. – "Congo Man" (Bjorn Wolf & Hardwell Remix)
- Benjamin Bates – "Whole 2010"

2011
- Dada Life – "Fight Club Is Closed (Its Time For Rock'n'Roll)"
- Gareth Emery & Jerome Isma-Ae – "Stars"
- Flo Rida Feat. Akon – "Who Dat Girl"
- Alex Gaudino Feat. Kelly Rowland – "What A Feeling"
- Martin Solveig feat. Kele – Ready 2 Go
- Adrian Lux Feat Rebecca & Fiona – "Boy"
- Jake Shanahan & Sebastien Lintz - "Passion"
- DJ Fresh feat. Sian Evans – "Louder"
- Bella – "Nobody Loves Me"
- Morgan Page, Sultan & Ned Shepard & BT ft. Angela McCluskey – "In The Air"
- Taio Cruz – "Hangover"
- Tiësto feat. BT – "Love Comes Again" (Hardwell 2011 Rework)
- Michael Brun – "Dawn" (Hardwell Edit)
- Avicii – "Levels" (Hardwell Bootleg)

2012
- NO_ID & Martin Volt – "Zelda" (Hardwell Edit)
- Rihanna – Where Have You Been (Hardwell Club Mix)
- The Naked and Famous – "Young Blood" (Tiësto & Hardwell Remix)
- Knife Party – "Internet Friends" (Hardwell Edit)
- The Wanted – "Chasing The Sun" (Hardwell Remix)
- Example – "Say Nothing" (Hardwell & Dannic Remix)
- Franky Rizardo & Roul and Doors – "Elements" (Hardwell & Dannic Remix)
- Tony Romera – "Pandor" (Hardwell Rambo Edit)
- Nicky Romero - Symphonica (R3HALITZ & Hardwell Festival Edit)

2013
- Joe Ghost – "Are You Ready" (Hardwell Rework)
- Clockwork – "Tremor" (Hardwell Rambo Edit)
- Krewella – "Alive" (Hardwell 'The Final' Remix)
- Mark Knight & Funkagenda – "Man with the Red Face" (Hardwell Remix)
- Blasterjaxx – "Fifteen" (Hardwell Edit)
- Mark Knight & Funkagenda - "Man With The Red Face (Hardwell Remix)"

2014
- Marco V – "Back In The Jungle" (Hardwell Rework)
- 30 Seconds To Mars – "City of Angels" (Hardwell Remix)
- Armin Van Buuren – "Ping Pong" (Hardwell Remix)
- Bingo Players – "Knock You Out" (Hardwell Remix)
- Deorro & J-Trick – "Rambo" (Hardwell Edit)
- Coldplay – "A Sky Full of Stars" (Hardwell Remix)
- Alesso Feat. Tove Lo – "Heroes (We Could Be)" (Hardwell & W&W Bootleg)
- David Guetta Feat. Sam Martin – "Dangerous" (Hardwell Banging Vocal Edit)

2015
- Calvin Harris Feat. Ellie Goulding - "Outside" (Hardwell Remix)
- Domeno & Michael Sparks - "Locked & Loaded" (Hardwell Edit)
- Quintino - "Scorpion" (Hardwell Edit)

## Compilacions
- 2009: "Hardwell Bootleg Pack 2009"
- 2010: "Hardwell Presents 'Revealed, Vol. 1"
- 2011: "Hardwell Bootleg Pack 2011"
- 2011: "Hardwell Presents 'Revealed, Vol. 2"
- 2012: "Hardwell Bootleg Pack 2012"
- 2012: "Hardwell Presents 'Revealed, Vol. 3"
- 2012: "Hardwell Bootleg Pack 'Trilogy'"
- 2012: "Hardwell Bonus Bootleg Pack"
- 2013: "Hardwell Presents 'Revealed, Vol. 4"
- 2013: "I Am Hardwell OST"
- 2014: "Hardwell Presents Revealed, Vol. 5"
- 2015: "Hardwell Presents Revealed, Vol. 6"